# Куранто
Куранто — традиційна їжа архіпелагу Чилое, що поширилась на південні території Чилі, та залишки якої датуються назад близько 11,525 ± 90 років тому. До куранто входять морепродукти, м'ясо, картопля та овочі. Традиційно страву готують у спеціально викопаній ямі приблизно 1.5 метра завглибшки. Дно ями вистелюють камінням, нагрітим у багатті до червоного кольору.

## Приготування
До страви входять такі інгредієнти: панцирні морепродукти, м'ясо, картопля, мількао (вид картопляного млинця), чапалеле (вид картопляної галушки) та овочі. Інколи до куранто ще входять певні види риби. Різновиди панцирних вар'юються, проте almejas (англ. clams, двостулкові молюски), cholgas (ребристі мідії) та picorocos (гігантські вусоногі) є незамінними. Пропорції складників не є фіксованими; основним задумом є те, що всього має бути потроху. Кожен шар інгредієнтів покривають листям nalcos (чилійський ревінь), або, в разі його відсутності, листям фікусу, або білоголової капусти. Усе зверху покривають вологими мішками, далі — землею та травою, що створює ефект гігантської скороварки (приладу для приготування під великим тиском), й так готують впродовж приблизно однієї години.
Куранто ще можна готувати у великій каструлі, що розміщена над багаттям чи грилем, або у скороварці. Цей різновид куранто називають curanto en olla (олья — керамічна каструля для приготування супу або стю) або pulmay в центральних регіонах Чилі.

## Історія

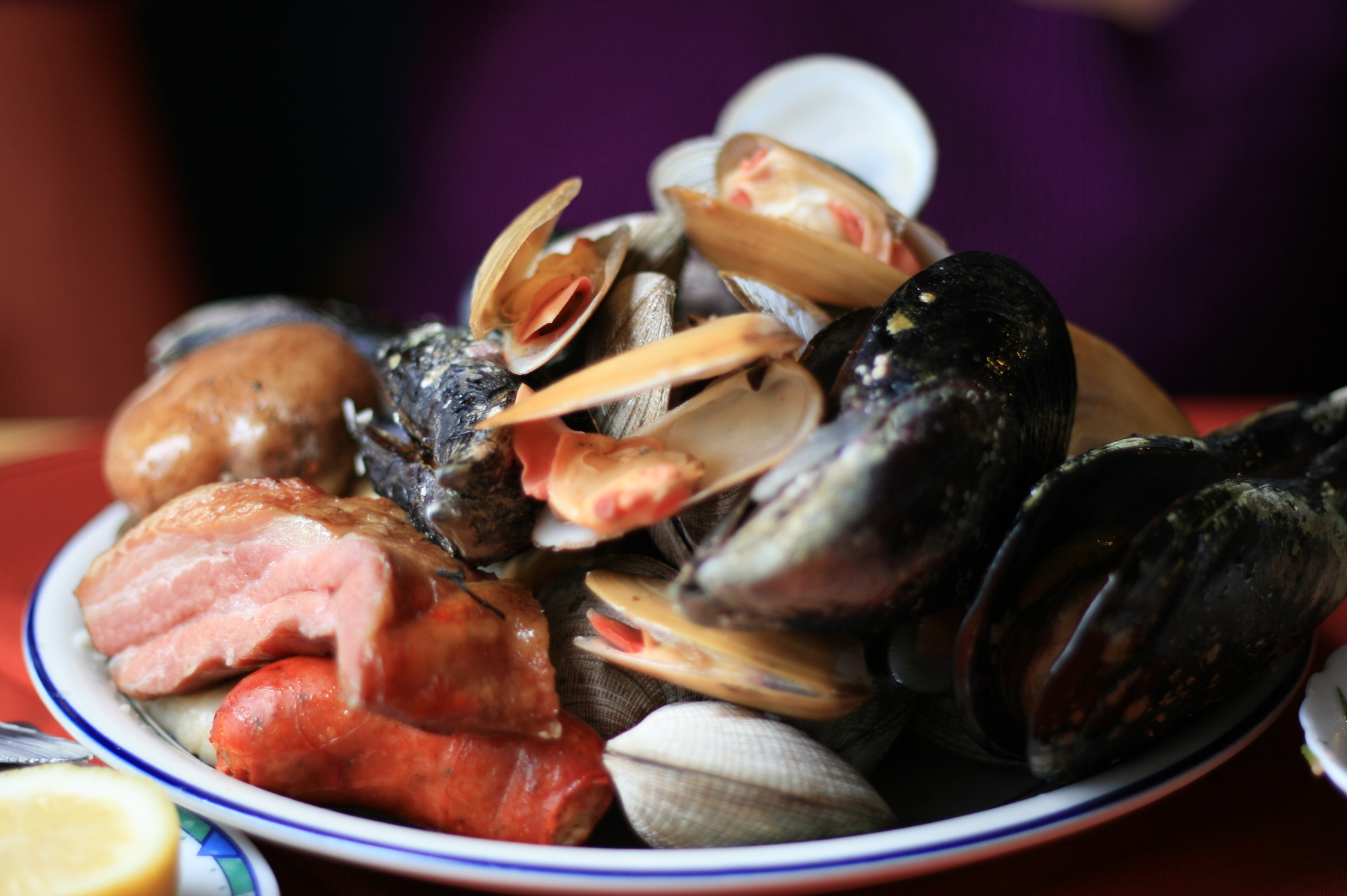
Куранто Чілоте

Вважають, що цей вид приготування їжі походив з територій розселення народності чоно, і що з прибуттям південних народів та іспанських конкістадорів в рецепті страви з'являлись нові інгредієнти, аж поки вона не набула вигляду сучасного куранто.